# Dries Boussatta
Dries Boussatta (n. Ámsterdam, 23 de diciembre de 1972) es un exfutbolista neerlandés de origen marroquí que jugaba en la demarcación de extremo derecho.

## Selección nacional

### Países Bajos
Jugó un total de tres partidos con la selección de fútbol de los Países Bajos, llegando a hacer su debut el 18 de noviembre de 1998 en un partido amistoso contra Alemania que finalizó con un resultado de empate a uno tras los goles de Michael Reiziger para los Países Bajos, y de Olaf Marschall para Alemania. Su segundo partido se celebró tres meses después contra Portugal, también en calidad de amistoso, que finalizó con un resultado de empate a cero. Su tercer y último partido lo jugó el 28 de abril de 1999 contra Marruecos, ganando el conjunto marroquí por 1-2.

### Marruecos
En 2001, Boussatta jugó también con la selección de Marruecos, con quien disputó un par de encuentros amistosos en octubre ante las selecciones de Gambia y Mali.

## Clubes
| Club                | País         | Año       | Partidos | Goles |
| ------------------- | ------------ | --------- | -------- | ----- |
| SC Telstar          | Países Bajos | 1991-1992 | 2        | 0     |
| AFC Ajax            | Países Bajos | 1992-1994 | 0        | 0     |
| HFC Haarlem         | Países Bajos | 1994-1995 | 23       | 4     |
| FC Utrecht          | Países Bajos | 1995-1998 | 60       | 2     |
| AZ Alkmaar          | Países Bajos | 1998-2002 | 107      | 7     |
| SBV Excelsior       | Países Bajos | 2002-2003 | 13       | 0     |
| Sheffield United FC | Inglaterra   | 2003-2004 | 7        | 0     |
| Al-Shaab CSC        | EAU          | 2004      |          |       |